# Fiodor Nawozow
Fiodor Dmitrijewicz Nawozow (ros. Фёдор Дмитриевич Навозов, ur. 19 czerwca 1910 we wsi Jełszanka w guberni saratowskiej, zm. 18 czerwca 1986 w Smoleńsku) – radziecki działacz partyjny.

## Życiorys
Od 1927 był funkcjonariuszem Komsomołu w guberni saratowskiej, do 1930 słuchaczem kursów agronomów w Saratowie, od 1930 należał do WKP(b), 1932-1933 studiował w Uljanowskim Instytucie Rolniczym. W latach 1935–1937 był sekretarzem rejonowego komitetu Komsomołu w obwodzie orenburskim, od 1937 II sekretarzem, potem do 1939 I sekretarzem rejonowego komitetu WKP(b) w obwodzie orenburskim/czkałowskim, a od 1939 do kwietnia 1942 II sekretarzem Komitetu Obwodowego WKP(b) w Swierdłowsku. Od 30 kwietnia 1942 do 9 lipca 1945 był I sekretarzem Maryjskiego Komitetu Obwodowego WKP(b), od 1945 I sekretarzem Pugaczowskiego Rejonowego Komitetu WKP(b) w obwodzie saratowskim, a 1949-1959 szefem Wydziału Politycznego i Wydziału Instytucji Edukacyjnych Kolei Pieczorskiej w Kotłasie. W latach 1959–1961 był szefem Wydziału Instytucji Edukacyjnych Kolei Kalinińskiej w Smoleńsku, 1961-1963 dyrektorem instytutu naukowo-badawczego w Smoleńsku, a 1963-1966 pracownikiem Wydziału Ideologicznego Komitetu Obwodowego KPZR w Smoleńsku.